# Trip hop
El trip hop es un género de música electrónica y subgénero del downtempo que se originó a principios de la década de 1990 en el Reino Unido, especialmente en Bristol. Derivando del "post"-acid house, el término fue utilizado por primera vez por los medios de música y prensa británica como una manera de describir la variante más experimental de breakbeat que contenía influencias de soul, funk y jazz o como lo definió algún crítico, una "fusión de hip hop y rap rock y electrónica hasta el punto de que ninguno de los dos géneros son reconocibles". En general la característica de la música trip hop es que fusiona varios estilos; tiene varias cualidades similares a la música ambient, y sus breakdowns basados en el tambor comparten características con el hip hop y el acid jazz. A eso se le suelen sumar elementos de R&B, dub y house, así como de otra música electrónica y sampleos de música de películas y otras fuentes eclécticas.
El trip hop también es conocido por su sonido melancólico. Esto puede deberse en parte al hecho de que varios actos se inspiraron en bandas post-punk; Tricky y Massive Attack versionaron y samplearon canciones de Siouxsie And The Banshees y The Cure. Tricky abrió su segundo álbum Nearly God con una versión de "Tattoo", una canción de Siouxsie And The Banshees grabada inicialmente en 1983 y que, por su sonido, puede ser considerada "proto-trip hop". Los periodistas de France Inter citan como precursores del género, justamente, Tattoo de Siouxsie And The Banshees y Danube Incident de Lalo Schifrin. Massive Attack convocó para su disco Mezzanine a Elizabeth Fraser, la cantante de Cocteau Twins que desde los años 80 se había convertido en el modelo a seguir para todo un sector de bandas góticas y post-punk con cantante femenina. 
Las pistas de trip hop a menudo incorporan pianos Rhodes, distintos instrumentos de viento y pueden emplear instrumentos no convencionales como el theremin y el Mellotron. El trip hop se diferencia del hip hop en el tema y el tono general. El trip hop puede ser de naturaleza altamente experimentaly, en general, ofrece un sonido más atmosférico influenciado por grupos de folk y rock experimentales de los años setenta, como John Martyn, combinados con hip hop instrumental, scratching en bandejas giradiscos y ritmos breakbeat. Considerado de alguna manera como una actualización de la fusión de la década de 1990, se puede decir que el trip hop "trasciende" los estilos y letras del rap tradicional con matices atmosféricos para crear un tempo más suave.

## Historia

### Años 1980: los sound systems
El trip hop se originó hacia mediados de los años 1980 en Bristol, Inglaterra, en una época en la cual el hip hop estadounidense comenzaba a expandirse al tiempo que explotaba la popularidad de la escena house. Los originadores del hip hop en los años 70 habían sido músicos de Nueva York de origen jamaiquino, pero en los ochenta surgieron nuevas formas de MC y DJ propias a las distintas escenas regionales de EE. UU. El rápido ascenso del género al éxito mainstream segó sus antecedentes caribeños directos. Sin embargo, el hip hop británico no dejó de samplear las influencias jamaiquinas originales, lo que se explica por la numerosa colonia jamaicana que formaba buena parte de la población negra de Reino Unido. Igualmente importante fue la popularidad del reggae, dancehall y dub en Inglaterra en los años 1980. De este modo, el hip hop británico, a diferencia del estadounidense, estaba muy relacionado con elementos de la música jamaicana.
En Bristol, en su día uno de los puertos más importantes del Atlántico del comercio de esclavos y en esta época una de las ciudades con mayor diversidad étnica de Reino Unido, el hip hop comenzó a filtrarse en la conciencia de una subcultura ya bien formada en las formas musicales de Jamaica. Los DJs, MCs, b-boys y grafiteros se agrupaban en torno a sound systems informales. Del mismo modo que las crews pioneras del Bronx de DJs como Kool Herc, Afrika Bambaataa y Grandmaster Flash, los sound systems facilitaban la fiesta para la música en espacios públicos, a menudo en los barrios o conjuntos residenciales de las áreas más pobres de la ciudad, de los cuales provenían sus miembros. Los DJs de los sound systems de Bristol, partiendo de la influencia de la música dub de Jamaica, solían utilizar tempos lentos y relajados (en inglés, "down tempo") así como poderosos beats de batería .
La crew Wild Bunch de Bristol fue uno de los primeros sound systems en comenzar a desarrollar el típico sonido de Bristol que se asocia con el nacimiento del trip hop. Wild Bunch estaba formada, de modo variable, por intérpretes como el MC Adrian "Tricky Kid" Thaws, el artista de grafiti y liricista Robert "3D" Del Naja, y los DJs Nellee Hooper, Andrew "Mushroom" Vowles y Grant "Daddy G" Marshall. A medida que la escena hip hop maduraba en Bristol y la tendencia musical evolucionaba internacionalmente hacia el acid jazz y el house a finales de los 80, la edad dorada de los sound systems pasó a declinar. Wild Bunch firmó un contrato discográfico y evolucionó hacia un grupo, de nombre Massive Attack, cuyo colectivo central lo formaban 3D, Mushroom y Daddy G, con contribuciones significativas de Tricky Kid (pronto acortado como Tricky) y Hooper en la producción, junto a un número rotatorio de vocalistas.
Otra influencia vino del sistema de sonido Tackhead de Gary Clail. Clail trabajó a menudo con el ex cantante de The Pop Group Mark Stewart. Este último experimentó con su banda Mark Stewart & the Maffia, que estaba formada por los músicos de sesión de Nueva York Skip McDonald, Doug Wimbish y Keith LeBlanc, que habían sido parte de la banda del sello discográfico Sugarhill Records. Producida por Adrian Sherwood, la música combinaba hip hop con rock experimental y dub y sonaba como una versión prematura de lo que luego se convirtió en trip hop. 

### 1991 a 1998: el trip hop alcanza elmainstream

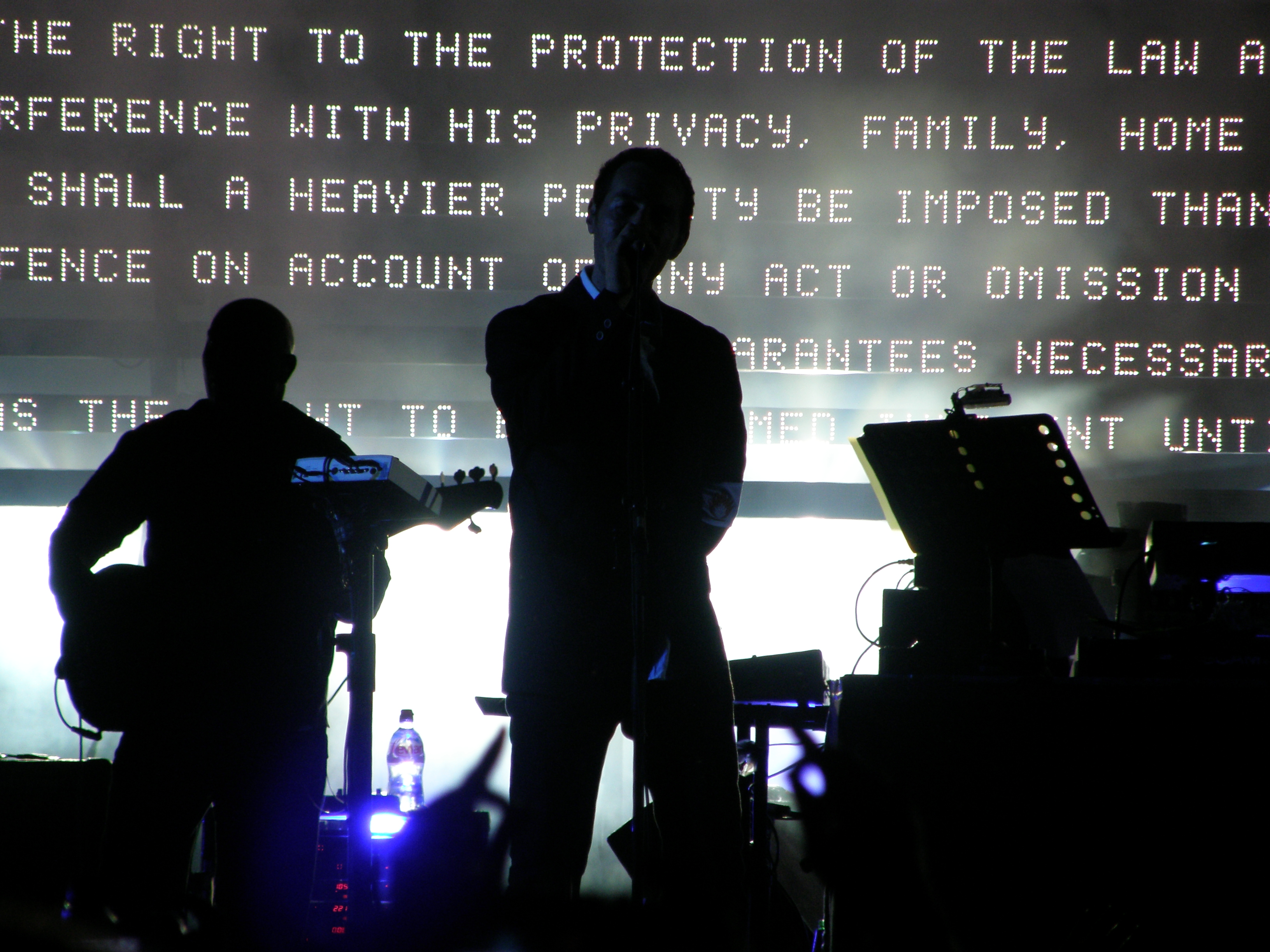
Massive Attack, un grupo de trip hop británico que ayudó a llevar el género al éxito comercial en la década de 1990.

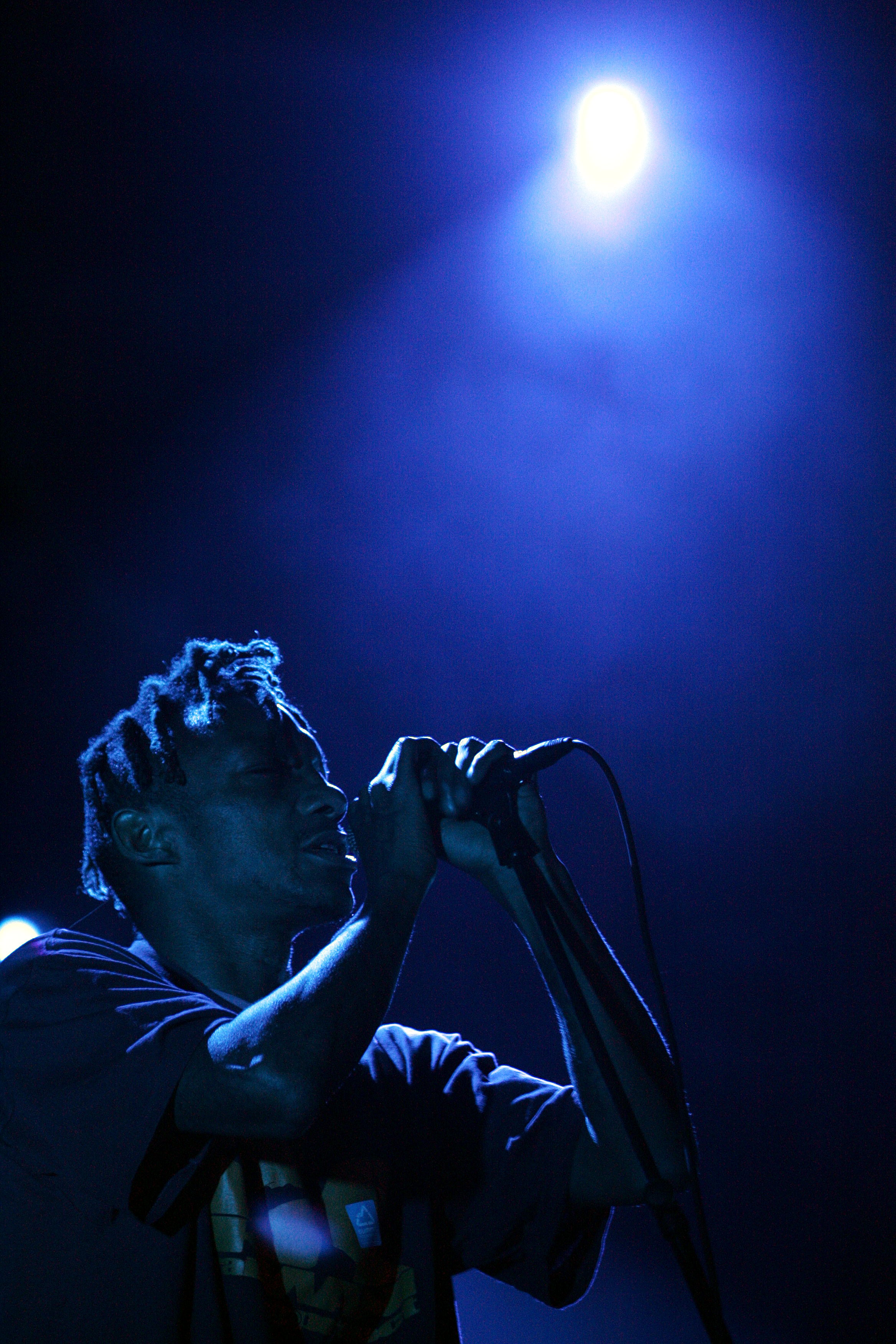
Tricky, un importante artista de trip hop.

El primer álbum de Massive Attack, Blue Lines, fue publicado en 1991 alcanzando un tremendo éxito en Reino Unido. Blue Lines fue visto de modo mayoritario como la primera manifestación de una corriente hip hop exclusiva y puramente británica. No obstante, tanto el sencillo principal del álbum, "Unfinished Sympathy", como otras canciones del disco, aunque poseían ritmos basados en el sampleo no fueron consideradas como hip hop en el sentido convencional del género, sino algo diferente. Shara Nelson, una cantante de R&B, aparece en la orquestal "Unfinished" y la estrella jamaicana de dancehall Horace Andy puso su voz en otras canciones del disco, algo que continuaría haciendo durante el resto de la carrera de Massive Attack. El grupo publicó un segundo álbum titulado Protection en 1994. Aunque Tricky seguía manteniendo un rol menor y Nellee Hooper se mantenía en la producción, la fértil escena de la música electrónica de baile de los primeros 1990 poblaba el disco, lo que hizo que el álbum se viera como un alejamiento aún mayor con respecto a la época de Wild Bunch.
El término trip hop fue acuñado en ese mismo año, pero no en referencia a los álbumes de Massive Attack. En junio de 1994, el periodista Andy Pemberton utilizó el término en un artículo publicado por la revista británica Mixmag para describir el hip hop instrumental de "In/Flux", un sencillo publicado en 1993 por el DJ de San Francisco DJ Shadow, y otros temas similares publicados en el sello discográfico Mo' Wax y que solían sonar en los clubs de Londres de la época. "In/Flux", con sus bpms mezclados, samples de spoken word, cuerdas, melodías, sonidos bizarros, bajo prominente y beats lentos, le daba al oyente la impresión de estar en un viaje (en inglés, viaje es trip, de ahí "trip hop") musical, según Pemberton. Pronto, sin embargo, las texturas dubby, jazzy y psicodélicas de Massive Attack, enraizadas en la técnica del sampling propias del hip hop pero que se habían alejado del hip hop original para adoptar diferentes estilos, fueron descritas por los periodistas como el más acabado ejemplo del género trip hop.
En 1993, la islandesa Björk, famosa en los círculos del indie rock por haber liderado la banda post-punk The Sugarcubes, lanzó Debut, producido por Nellee Hooper, miembro de Wild Bunch. El álbum, aunque arraigado en la música house basada en el patrón four-on-the-floor, también contenía elementos de trip hop y se le atribuye ser uno de los primeros álbumes en introducir la música electrónica de baile en el pop convencional. Björk había estado en contacto con la escena de música electrónica underground de Londres y tenía una relación sentimental con el músico de trip hop Tricky. La islandesa abrazaría definitivamente el sonido trip hop con su álbum Post de 1995 en el que colaboran Tricky y Howie B. Homogenic, su álbum de 1997, ha sido descrito como el pináculo de la música trip hop.
1994 y 1995 fueron los años en los que el trip hop alcanzó la cima de su popularidad, con artistas como Howie B y Naked Funk llevando a cabo importantes contribuciones. Estos años también estuvieron marcados por el ascenso en Londres del grupo Red Snapper. Más importantemente, el período marcó el debut de dos actos que, junto a Massive Attack, definirían la escena de Bristol durante los siguientes años: Portishead y Tricky.
En 1994 Portishead publicó su álbum debut, Dummy. El grupo era un trío encabezado por la cantante Beth Gibbons, junto a la cual se encontraban los manipuladores sonoros Geoff Barrow y Adrian Utley. Su background se diferenciaba del de Massive Attack en muchos aspectos, no solo étnicamente (todos eran blancos) sino también en que las principales influencias de Portishead eran las bandas sonoras de los 1960 y 70. No obstante, Portishead compartían la estética áspera y basada en samples de jazz de los primeros Massive Attack (con quien Barrow había trabajado brevemente durante la grabación de Blue Lines). En 1995, Dummy logró el Mercury Music Prize como mejor álbum británico del año, llevando al trip-hop a su mayor nivel de exposición mediática hasta la fecha. La música de Portishead, vista como muy avanzada por su sonoridad y estilo de cine negro y su apropiación de sonidos del pasado, fue ampliamente imitada, llevando al grupo a rechazar la categoría de trip-hop que de modo accidental habían contribuido a definir.
Tricky también publicó su álbum de debut, Maxinquaye, en 1995, logrando críticas muy positivas. Con Massive Attack, Tricky había sido conocido por sus murmullos únicos, susurrados, a menudo abstractos, que tuvieron gran influencia sobre los rapeos de 3D. No obstante, buena parte de las canciones con vocales en solitario de Maxinquaye no fueron cantadas por el propio Tricky, sino que las interpretó su amante del momento, Martina Topley-Bird. En un año, Tricky publicó dos álbumes más que fueron considerados todavía más avanzados, si bien no alcanzó la popularidad de sus contemporáneos de Bristol Massive Attack o Portishead. Sus breves colaboraciones con Björk, llevaron su influencia más cerca de una audiencia de rock alternativo y pop, lo que le dio una amplia base de fanes de culto.
Tras el éxito de los álbumes de los grupos Massive Attack, Portishead y Tricky en 1994 y 1995, surgió una nueva generación de artistas de trip hop con un sonido más estandarizado. Entre los más notables artistas de esta escena están Morcheeba, Sneaker Pimps, Alpha, Mudville y Cibo Matto. Su sonido integraba el trip hop con otros géneros, como ambient, R&B, breakbeat, drum and bass, acid jazz y new age. 
Entre los años 1997 y 1998 el sonido trip hop alcanza su punto más alto de desarrollo con la edición de dos álbumes que, con el tiempo, serían considerados por la crítica, de forma unánime como formando parte de lo mejor y más característico de la década del 90: Homogenic de Björk y Mezzanine de Massive Attack. Se trata de dos álbumes que, además de llevar a la máxima madurez el sonido de sus creadores, abren puertas hacia desarrollos que exceden el género. En Homogenic, Björk continúa el experimento iniciado en Post, pero enriqueciéndolo con instrumentos orgánicos (instrumentos de cuerda, acordeón y armónica de cristal), y hasta introduce al Octeto de Cuerdas de Islandia en la canción "5 Years". Como escribió un crítico: "tomó los sonidos innovadores de los maestros de la electrónica que la precedieron (808 State, Kraftwerk, Brian Eno y Stockhausen, cuya influencia se puede escuchar en "Headphones" de "Post") y le dio humanidad viva y respirable. Como una célula flotante, el oyente viaja a través del cuerpo del álbum (incluso su título y su arte en forma de vaso sanguíneo evocan la biología celular)".
Por su parte, Mezzanine también fue unánimemente aclamado por la crítica especializada, la cual se encargó de encumbrar el disco, calificándolo como una joya musical. Ese entusiasmo sería también compartido por sus más acérrimos fanes, los cuales se mostraron encantados de la nueva vertiente tomada por el grupo. Los elementos negros de su música, que habían caracterizado en gran medida a Blue Lines y Protection, se encuentran aquí diluidos. Se sigue encontrando influencias del hip hop. Por ejemplo, hay sampleos de temas de The Cure, Led Zeppelin – en "Man Next Door", de The Velvet Underground en "Rising Son", de Manfred Mann en "Black Milk" y de Isaac Hayes en "(Exchange)". Pero la misma elección de estos samples van mostrando la diferencia que hay respecto a sus primeros discos, en los que sampleaban sobre todo música negra o bailable. Aquí muestran un mayor acercamiento al rock del que habían tenido hasta ese momento. El uso de guitarras eléctricas distorsionadas es otro de los sellos de identidad del disco. Pero sin duda lo que termina definiendo al disco es la inclusión de dos vocalistas invitados, ambos ya famosos antes de esas colaboraciones, pero procedentes de escenas musicales totalmente disímiles: la leyenda del reggae Horace Andy y la inconfundible Elizabeth Fraser, de Cocteau Twins.
Una crítica de la época lo definía como "Trip hop victoriano -pesado, ruidoso y húmedo-. El vocalista Horace Andy, Liz Fraser, de Cocteau Twins y los raperos 3-D y Daddy G alternan entre cadencias alienadas y voces roncas amenazadoras mientras sintetizadores sibilantes, líneas de bajo pesadas y guitarras irregulares chocan entre sí en cámara lenta. Es música industrial del cambio de siglo: el siglo XIX".El clima sombrío del álbum llevó a que en la película The Matrix, de los hermanos Wachowski, se elija una de sus canciones, "Dissolved Girl", para que suene en los auriculares de Neo en uno de los momentos clave del film. Un crítico diría después que "iba a acorde con su estética neo-noir cyberpunk, en un momento en el que se cuestionaba ese miedo reflexivo al dominio cada vez mayor de la tecnología: Google Glass, el iPhone y la red de vigilancia de la NSA aún no se habían inventado, pero ya estábamos sumidos de nuevo en pesadillas distópicas que actualizaban el 1984 de Orwell. Eso era "Mezzanine": pura alienación hasta el final, que nos permitía imaginar un enemigo que siempre estaba fuera" (...) "Consiguieron convertir en himno la desesperación, a través de una atmósfera muy específica, un aire de nocturnidad, de incógnita, de exaltación de los instintos y las emociones más puras, mientras se acercaban a multitud de géneros, como el rock o el hip hop de corte más tenebrista. Complejidad solapada, desasosiego, fuerza, seducción, misterio y emoción, eso es "Mezzanine".

## El trip hop en elsigloXXI
El primer disco caracterizado como "post-trip hop" no llegó hasta octubre de 2002 cuando el periódico The Independent utilizó esta nueva etiqueta para describir a Second Person y su sonido híbrido. El trip hop se siguió desarrollando, avanzando como un género cada vez más diverso y ecléctico y menos delimitado por el sonido "profundo y oscuro" de sus primeros años, eliminándose así la impresión original del trip hop como un género musical oscuro.
El trip hop continuó inspirando a artistas notables en la década de 2000. La banda de rock Antimatter cubrió elementos del trip hop en sus dos primeros álbumes. RJD2 comenzó su carrera como DJ, pero luego lanzó álbumes en 2001 con el sello Def Jux, en los que cubría un amplio espectro de géneros electrónicos, incluida una importante influencia del trip hop. El álbum Simple Things de Zero 7, y en particular el sencillo Destiny, fueron muy bien recibidos por los oyentes de la escena underground.En 2006, Gotye lanza su primer disco Like Drawing Blood. Las canciones del álbum incluyen baterías de ritmo lento de hip hop y bajos orientados al dub, en un estilo que por momentos se acerca claramente al trip hop.También los proyectos de hip hop Zion I y los Dub Pistols se notan inspirados por el trip hop.
En 2009, Fever Ray lanza su primer disco mezclando trip hop y ambient, convirtiéndose poco a poco en un importante icono del género. Su segundo álbum, mucho menos atmosférico que el primero, fue lanzado en 2018 y provocó un concierto con entradas agotadas en el Olympia de París.
Algunos álbumes notables del género en este período incluyen Heligoland de Massive Attack y False Idols de Tricky en 2013. How to Destroy Angels lanzó su EP homónimo en 2010 y un álbum Welcome Oblivion en 2013. The Less You Know, The Better de DJ Shadow salió a la venta en 2011.
Lana Del Rey lanzó su segundo álbum Born to Die en 2012, el que contenía varias baladas trip hop. Con él logró la cima de los rankings de numerosos países, entre ellos Australia, Alemania, Francia y el Reino Unido; y cuenta con 3,4 millones de copias vendidas internacionalmente en 2013 según la Federación Internacional de la Industria Fonográfica.
Parte de la música dubstep de los años 2000 también ha sido vista como sucesora del movimiento trip hop por la influencia del dub así como por el sampling lo-fi y soulful. Burial, uno de los artistas de dubstep más aclamados, planea remezclar a Massive Attack.

## Hip hop abstracto
James Lavelle, miembro fundador de UNKLE y dueño de la discográfica de trip hop Mo'Wax solía decir que el hip hop británico carecía del talento para las letras de su contraparte estadounidense, pero que los británicos tenían el lado musical. Esto permite hacerse una idea de por qué artistas del hip hop como DJ Shadow, DJ Krush y DJ Cam a menudo eligen no incluir letras en sus canciones. La ausencia de letras produce un efecto que enfatiza la naturaleza intrínseca, permitiendo al oyente sumergirse en un territorio desconocido (como ver una pintura de arte abstracto). Si bien mucho lo ven a este género como trip hop, muchos artistas, incluyendo a DJ Shadow, niegan esta categorización, dicen pertenecer a la cultura del Hip hop y no sentir la necesidad de separarse en un nuevo género. DJ Cam llama a este estilo de música “Hip hop abstracto” (“abstract hip hop”).

### Productores
Muchos productores no están categorizados explícitamente como trip hop pero, no obstante, se inspiraron en él a partir de los 2000. Daniel Nakamura, también conocido como Dan the Automator, lanzó dos álbumes inspirados en gran medida en el trip hop. El álbum Deltron 3030 (en 2000) es un álbum conceptual sobre un rapero (interpretado por Del Tha Funkee Homosapien) del futuro. 2001 vio el lanzamiento de Music to Make Love to Your Old Lady Bye, de la banda Lovage, con Mike Patton, Prince Paul, Maseo, Damon Albarn, et Afrika Bambaataa. El álbum de Fatboy Slim Halfway Between the Gutter and The Stars también fue un éxito comercial.